# La fine di un Regno
La fine di un Regno è un saggio storico di Raffaele de Cesare la cui prima edizione in volume apparve a Città di Castello nel 1895 edita da Lapi.

## Storia
Il saggio – una cronaca minuziosa della vita politica, economica, culturale degli anni immediatamente precedenti il crollo del Regno delle Due Sicilie – apparve dapprima a puntate sul Corriere di Napoli nel 1894. Fu poi ampliato e raccolto in un volume per l'editore Lapi di Città di Castello nel 1895. La prima edizione a stampa riguardava il periodo compreso fra l'ottobre 1854 (la rinuncia di Carlo Filangieri alla luogotenenza siciliana) al 6 settembre 1860 (vigilia dell'arrivo a Napoli di Garibaldi).
Una seconda edizione in due volumi apparve nel 1900. Dedicata alla duchessa Teresa Ravaschieri Fieschi, figlia del generale Filangieri, riguardava il periodo compreso fra il ripristino della luogotenenza di Sicilia, affidata al generale Filangieri (27 settembre 1849), e il 7 settembre 1860 (ingresso di Garibaldi a Napoli). Il primo volume riguardava il regno di Ferdinando II di Borbone, mentre il secondo volume era dedicato al regno di Francesco II.
Una terza edizione, che terminava con la partenza di Garibaldi da Napoli il 9 novembre 1860, due giorni dopo l'arrivo a Napoli di Vittorio Emanuele II, presentava una terza parte contenente documenti inediti, provenienti soprattutto dai discendenti del ministro delle Due Sicilie a Parigi Emidio Antonini, e un indice dei nomi.

## Edizioni
- Memor, La fine di un regno: dal 1855 al 6 settembre 1860; con prefazione di Raffaele de Cesare, Città di Castello: Lapi, 1895, XX, 486 pp.
- R. de Cesare (Memor), La fine di un Regno (Napoli e Sicilia), Città di Castello: S. Lapi Tip. Edit., 1900. Vol. I: Regno di Ferdinando secondo, 451 pp.; Vol. II: Regno di Francesco II, 401 pp.
- R. de Cesare, La fine di un regno; III ed. con aggiunte, nuovi documenti e indice dei nomi, Città di Castello: Lapi, 1908-1909. Parte I: Regno di Ferdinando secondo, XII, 527 pp.;  Parte II: Regno di Francesco secondo, 477 pp.; Parte III: Documenti - Indice dei nomi, 207 pp.
- R. de Cesare, La fine di un regno, Trabant, Brindisi 2016, 2 voll.